# Bohemon IV d'Antioquia

La Mediterrània oriental a l'inici de la Tercera Croada, el 1190.

Bohemon IV d'Antioquia, o Bohemon IV de Poitiers dit «el Borni», nascut l'any 1172, mort l'any 1233, comte de Trípoli (1189-1233) i príncep d'Antioquia (1201-1216 i 1219-1233), fill de Bohemon III d'Antioquia i d'Orgullosa de Harenc.

## Ascens al Comtat de Trípoli
El seu germà gran, Ramon IV, adoptat per Ramon III de Trípoli, el va succeir en aquest comtat l'any 1187, però el seu pare va preferir tenir Ramon a Antioquia i li va fer cedir el Comtat de Trípoli al seu germà Bohemon (II de Trípoli) (1189). Ramon va morir el 1199, deixant un fill acabat de néixer, Ramon Rupen. A la mort de Bohemon III, es va proclamar príncep com a Bohemon IV d'Antioquia i va apartar el seu nebot de la successió, reunint així el Principat d'Antioquia i el Comtat de Trípoli.

## Protecció de Sibil·la i atacs de Saladí
Després que Saladí conquerís gran part del Regne de Jerusalem el 1187, la reina Sibil·la cercà refugi a Trípoli, i Bohemon l'acollí juntament als seus seguidors. Els nobles que eren contraris al marit de Sibil·la, Guiu de Lusignan, al qual culpaven de les darreres victòries els musulmans, s'uniren a Conrad de Montferrat a Tir. Saladí inicià llavors una invasió pels territoris croats de Síria, començant el maig del 1188 contra Trípoli, però l'arribada de la flota de Guillem II de Sicília salvà la ciutat. Saladí capturà les ciutats de Tortosa i Gabala pel juliol, cosa que reduïa el territori dels croats a Trípoli, el Crac dels Cavallers i la ciutadella de Tortosa.
Saladí alliberà Guiu de Lusignan, el qual es reuní amb la seva esposa a Trípoli. L'agost del 1189, Guiu, Sibil·la, i els seus seguidors marxaren a muntar un setge a Acre. Aquest setge donà impuls a la Tercera Croada, però malgrat l'arribada de forces croades des d'Europa, no aconseguiren recuperar Jerusalem. El pare de Bohemon es veié en la necessitat de pactar una treva amb Saladí de deu anys, el 30 d'octubre del 1192. Aquesta treva afectava ambdós territoris: el Principat d'Antioquia i el Comtat de Trípoli.

## Conflicte amb Ramon Rupen
El seu germà gran, Ramon havia mort el 1197. El fill de Ramon, dit Ramon Rupen i la seva mare, Alícia van ser enviats a la cort d'Armènia Menor, cosa que es podia entendre com que aquest net quedaria fora de la successió d'Antioquia. El rei Lleó demanà al legat papal Conrad de Wittelsbach que anés a Antioquia i li demanés al príncep que deixés clara la qüestió successòria; llavors Bohemon III declarà Ramon Rupen l'hereu i manà als nobles que li juressin fidelitat.
Bohemon de Trípoli no estigué d'acord amb aquesta decisió del seu pare i, a començaments del 1198, anà a la cort d'Antioquia per guanyar-se el suport dels ordes militars i dels mercaders italians, als quals prometé noves concessions. Els burgesos d'Antioquia començaren a dubtar de reconèixer Ramon Rupen perquè, en ser net del rei d'Armènia, temien que afavorís els armenis. Bohemon tornà a Trípoli i des de llavors començà a signar documents afegint «fill del príncep Bohemon d'Antioquia i, per la gràcia de Déu, comte de Trípoli» perquè quedessin clars els seus drets.
Quan l'abril del 1201 morí el seu pare, Bohemon anà immediatament a Antioquia. Allà només trobà el suport dels burgesos i dels ordes militars, però no el dels nobles, que es mantenien fidels al jurament fet a Ramon Rupen. Els nobles marxaren a Armènia i juntament amb les tropes de Lleó, assetjaren Antioquia. Bohemon buscà aliança amb Adh-Dhàhir, emir d'Alep i amb Kaykaus I, soldà de Rum, i entre tots obligaren els armenis a tornar al seu país.
Des d'aquest moment el Principat d'Antioquia i el Comtat de Trípoli quedaven units sota un mateix governant. Tanmateix, Lleó no es donà per vençut i envià carta al papa Innocenci III, prometent sotmetre el país al catolicisme si li donava suport en la causa del seu net. El papa envià un legat en la primavera del 1203, però Bohemon no volgué entrevistar-se amb ell, posant com a excusa que havia estat excomunicat per un conflicte amb els hospitalers. Mentrestant un dels seus vassalls, Renoart de Nefin, cometé un acte demostrant que no el reconeixia com a senyor seu: es casà sense el seu permís, però amb el suport del rei d'Armènia. Al mateix temps, Bohemon havia de fer font als atacs dels musulmans. El 1213 un grup de la secta dels assassins mataren al primogènit de Bohemon. Després, l'exèrcit de Bohemon i els cavallers del Temple muntaren setge a la fortalesa de Khawabi, i els assassins demanaren suport a l'antic aliat de Bohemon, Adh-Dhàhir, el qual apel·là a Al-Àdil, tot i que havien estat enemics. Amb els musulmans units, Bohemon va haver d'abandonar el setge. L'estiu del 1204, viatjà a Acre per entrevistar-se amb Maria de Xampanya, el marit de la qual havia adquirit recentment el títol d'emperador de Constantinoble, i ella li prometé intercedir a favor seu en el conflicte amb Ramon Rupen. La reconciliació no va ser possible perquè Maria morí poc després.
Bohemon va desactivar el 1207 una primera temptativa del patriarca d'Antioquia, Pere d'Angulema, per establir Ramon Rupen sobre el tron d'Antioquia, tancant-lo a la ciutadella i deixant-lo morir de set. Bohemon governava Antioquia des de Trípoli, cosa que disgustava als burgesos de la ciutat, i el 1216, el patriarca Pere de Locedio, amb els hospitalers, anaren a parlar amb el rei d'Armènia per instal·lar Ramon Rupen. Aquesta vegada, els templers que custodiaven la ciutadella, la van abandonar per evitar més vessament de sang.
El 1219, sostingut per la important població grega de la ciutat, va poder reprendre Antioquia i posar el seu nebot a la presó, on va morir poc després.
Bohemon fou excomunicat diverses vegades, per raó de la venjança que va exercir sobre els patriarques. Va morir el 1233.

## Cinquena i sisena croades
Leopold VI, duc d'Àustria, que desembarcà a Acre a finals de l'estiu del 1217, invità Bohemon a unir-se a la Cinquena Croada. Bohemon i els seus vassalls marxaren a Acre. Malgrat tot, la croada acabà en fracàs per la manca d'entesa entre els comandaments.
Frederic II Hohenstaufen arribà amb la Sisena Croada (1228-1229) i reclamà el vassallatge dels estats croats. Bohemon aconseguí evitar que el seu principat caigués sota la sobirania germànica afirmant que tenia aquest feu de l'emperador d'Orient (el que era jurídicament cert des de la submissió en dret i a continuació en fets dels prínceps d'Antioquia als grans Comnè. Aquesta declaració fou també secundada per la forta comunitat grega d'Antioquia que tenia un paper important en el manteniment de la ciutat fora del domini del Regne d'Armènia Menor.

## Matrimonis i fills
Es va casar en primeres noces amb Plasència († 1217), filla d'Hug III Embriaco, senyor del Gibelet i d'Estevaneta de Milly. D'aquesta unió naixeren:
- Ramon, batlle d'Antioquia, nascut l'any 1195, mort a Tortosa el 1213,
- Bohemon V d'Antioquia († 1252), príncep d'Antioquia i comte de Trípoli (Bohemon II de Trípoli)
- Felip d'Antioquia († 1226), rei d'Armènia Menor
- Enric, († 1272), ancestre dels reis de Xipre.

I es va casar en segones noces l'any 1218 amb Melisenda de Lusignan, filla d'Amalric II de Lusignan, rei de Xipre i de Jerusalem, matrimoni del qual naixeren:
- Orgullosa, morta jove,
- Helvis,
- Maria que va pretendre el tron de Jerusalem.